# Jody Allen
Jo Lynn Allen, detta Jody (Seattle, 3 febbraio 1959), è un'imprenditrice e filantropa statunitense.

## Biografia
È la sorella del cofondatore di Microsoft Paul Allen ed ha svolto il ruolo di amministratore delegato della sua compagnia, la Vulcan Inc., dalla sua fondazione nel 1986 al 2015. È anche la cofondatrice e la presidente della Paul G. Allen Family Foundation.
Dopo la morte del fratello nell'ottobre del 2018, Allen fu nominata esecutrice del suo fondo. Tra le proprietà di cui ha preso il controllo alla sua morte vi sono i Seattle Seahawks della National Football League, il super-yacht Octopus e i Portland Trail Blazers della National Basketball Association. Tra le proprietà di minoranza vi sono i Seattle Sounders FC della MLS.
Allen ha avuto tre figli: Duncan (n. 1989), Gardner (n. 1994) e Faye (n. 1997) con Brian Patton, dal quale ha divorziato nel 2009 dopo 21 anni di matrimonio.